# Prêmio Julius Wess
O Prêmio Julius Wess (em alemão:  Julius Wess-Preis) é concedido anualmente desde 2008 pelo Instituto de Tecnologia de Karlsruhe. É denominado em memória de Julius Wess.

## Recipientes
- 2008: Frank Wilczek
- 2009: John Ellis
- 2010: Valeri Rubakov
- 2011: Guido Altarelli
- 2012: Peter Jenni e Michel Della Negra
- 2013: Takaaki Kajita
- 2014: Arkady Vainshtein[2]
- 2015: Lisa Randall[3]
- 2016: Robert Klanner
- 2017: Francis Halzen
- 2018: Sally Dawson